# Marumba indicus
Marumba indicus là một loài bướm đêm thuộc họ Sphingidae. Loài này có ở Ấn Độ.